# Slobodanka Čolović
Slobodanka Čolović (ur. 10 stycznia 1965 w Osijeku) – jugosłowiańska lekkoatletka specjalizująca się w biegu na 800 metrów. Rekordzistka Chorwacji w biegach na 800 i 1500 metrów.

## Osiągnięcia
- brąz halowych mistrzostw Europy (Madryt 1986)
- złoty medal uniwersjady (Zagrzeb 1987), wynik uzyskany przez Čolović podczas tych zawodów (1:56,88) jest aktualnym rekordem uniwersjady
- 4. miejsce podczas igrzysk olimpijskich (Seul 1988)

## Rekordy życiowe
- bieg na 800 m – 1:56,51 (1987)